# Chester Franklin
Chester Mortimer Franklin, muitas vezes creditado como Chester M. Franklin (1 de setembro de 1889 – 12 de maio de 1954) foi um ator e diretor de cinema norte-americano, ativo durante a era do cinema mudo. Seu irmão, Sidney Arnold Franklin, foi produtor e diretor. Na década de 1910, Chester Franklin co-dirigiu com o seu irmão, Sidney, em vários filmes com todas as crianças no elenco para William Fox.

## Filmografia selecionada
- Treasure Island (1918)
- You Never Can Tell (1920)
- The Case of Becky (1921)
- Nancy from Nowhere (1922)
- A Game Chicken (1922)
- The Toll of the Sea (1922)
- Where the North Begins (1923)
- The Thirteenth Hour (1927)
- Detectives (1928)
- Vanity Fair (1932)